# Ace Ventura: detectivu' lu' pește
Ace Ventura: Detectivu' lu' pește (în engleză Ace Ventura: Pet Detective) este un film de comedie american din 1994, regizat de Tom Shadyac și avându-l în rolul principal pe Jim Carrey. Alături de Carrey, interpretează și actorii Courteney Cox, Tone Lōc, Sean Young, precum și Dan Marino, fostul fotbalist de la Miami Dolphins. 
Filmul a avut parte de succes la casele de bilete, aducând încasări de 107 milioane de dolari în întreaga lume, la un buget de 11 milioane de dolari. În anul următor s-a realizat o continuare, Ace Ventura: Un nebun în Africa,  precum și un serial de desene animate, care a fost difuzat timp de trei sezoane.

## Rezumat
Ace Ventura este un detectiv privat (autointitulat "detectiv de animale") din Miami, Florida, care investighează cazuri în care sunt implicate animale. În timp ce metodele sale par să funcționeze eficient, el nu are adesea activitate și, astfel, a rămas în urmă cu plata chiriei și nu-și poate repara ponosita lui mașină Chevrolet Monte Carlo din anii '70, fiind în plus și un obiect de batjocură la departamentul de poliție metropolitană.
Delfinul Snowflake (Fulg-de-nea), mascota clubului de fotbal american Miami Dolphins, a fost răpit în mijlocul nopții de la Stadionul Joe Robbie, cu două săptămâni înainte ca echipa să joace în Super Bowl. Dl. Riddle, proprietarul echipei, știe că jucătorii de fotbal sunt superstițioși și, prin urmare, consideră că aceștia vor pierde Super Bowl-ul dacă delfinul nu va fi regăsit. El le dă sarcina găsirii mascotei șefului de operațiuni Roger Podacter și șefei biroului de publicitate Melissa Robinson, în caz contrar cei doi urmând a fi concediați. Ace este angajat să rezolve cazul și el se întâlnește cu Melissa și Podacter înainte de a intra în bazinul delfinului în căutare de indicii. Ace caută în filtrul bazinului și găsește primul său indiciu: o piatră triunghiulară rară din chihlimbar despre care bănuiește că provenea dintr-un inel de campion din anul 1984. Ace încearcă apoi să afle de la care inel lipsește o piatră prin păcălirea jucătorilor să-și arate inelele, dar piatra nu lipsește de la niciunul din jucători sau antrenori.
Melissa și Ace află apoi că Roger Podacter a căzut de la etaj și a murit și se duc la locul crimei. Deși locotenentul de poliție Lois Einhorn insistă că a fost sinucidere, Ace dovedește că a fost crimă. În timp ce încerca să-și dea seama ce legătură este între moartea lui Podacter și dispariția lui Fulg-de-nea, Ace află că a omis să cerceteze un fost jucător pe nume Ray Finkle. Melissa îi explică faptul că Ray Finkle a fost un fotbalist care a venit la mijlocul sezonului și nu apărea în fotografia de echipă de la începutul sezonului. Finkle a ratat o lovitură în meciul decisiv pentru Super Bowl, făcând ca echipa să piardă finala cu San Francisco 49ers. După sezon, contractul lui Finkle nu a fost reînnoit și reputația lui a fost distrusă. Mai târziu în acea noapte, Ace se duce înapoi în apartementul Melissei și fac sex până la epuizare.
În dimineața următoare, Ace se duce în orașul natal al lui Finkle din Collier County, Florida, pentru a-i întâlni pe părinții jucătorului de fotbal. Mama lui Finkle este senilă, iar tatăl său este un om care-l întâmpină pe Ace cu pușca, dar îi mărturisește mai târziu că fiul său a fost internat într-un sanatoriu, Acres Shady din Tampa, după ce cariera sa s-a încheiat; Finkle a scăpat mai târziu din sanatoriu. Vizitând dormitorul lui Finkle, Ace observă că pereții erau mâzgâliți cu sloganuri împotriva lui Dan Marino, care era acuzat că a sabotat lovitura lui Finkle din meciul decisiv pentru Super Bowl. Ace o sună la telefon pe Melissa și o avertizează că Marino este în pericol, dar Marino este răpit înainte de a putea fi alertat.
Ace se întâlnește cu locotenentul Einhorn și susține că există o legătură între răpirea lui Marino și a lui Fulg-de-nea, susținând că Finkle a fost implicat, din cauza faptului că fostul său număr fusese dat delfinului, ceea ce Finkle a considerat ca fiind o insultă. Finkle ar fi așteptat ani de zile până la următoarea participare a echipei în finala Super Bowl pentru a se răzbuna. Nemulțumit de eforturile poliției, Ace și Melissa se deplasează la sanatoriul Shady Acres. În depozit, Ace descoperă un ziar vechi printre lucrurile aruncate ale lui Finkle în care scria despre dispariția unei turiste pe nume Lois Einhorn, al cărui corp nu a fost niciodată găsit. Ace dezvăluie această informație prietenului său polițist, Emilio, care se uită în biroul lui Einhorn și găsește un bilețel de dragoste de la Podacter. Acest lucru îl face pe Ace să-și dea seama că locotenentul Lois Einhorn este Ray Finkle deghizat și ea l-a ucis pe Podacter.
În dumninica finalei Super Bowl, Ace o urmărește pe lt. Einhorn la un depozit de la docuri și între cei doi are loc o luptă scurtă, înainte de sosirea forțelor de poliție pentru a-l aresta pe Ace. Melissa îi oprește pe polițiști, luându-l pe Emilio ca ostatic și amenințându-l cu arma. Lt. Einhorn le spune ofițerilor de poliție că Ace l-a răpit pe Fulg-de-nea și a încercat să-l omoare pe Marino și pe ea. Ace afirmă că locotenentul Einhorn este de fapt Ray Finkle. Pentru a-și susține afirmația, el îl trage de păr pe locotenent, sperând să dea de o perucă, apoi îi deschide bluza pentru a găsi doi sâni feminini și într-un ultim efort îi rupe fusta dar nu dă de niciun penis. Pe când Ace era pe cale să renunțe la teoria sa, Marino îi atrage atenția lui Ace de o umflătură care se observă în chiloții de mătase ai locotenentul Einhorn. Penisul și testiculele lui Finkle erau ascunși între picioare. Ace afirmă că Einhorn l-a ucis pe Podacter deoarece acesta din urmă și-a dat seama că locotenentul era bărbat. Înfuriat, Finkle face o ultimă încercare de a-l ucide pe Ace, dar cade în apă. Când Finkle iese din apă, Ace îl calcă pe mână și observă că din inelul lui lipsește piatra. Ray Finkle este arestat apoi.

## Distribuție
- Jim Carrey - Ace Ventura
- Courteney Cox - Melissa Robinson
- Sean Young - Lt. Lois Einhorn/Ray Finkle
- Tone Lōc - Emilio
- Dan Marino - el-însuși
- Noble Willingham - Riddle
- Troy Evans - Roger Podacter
- Raynor Scheine - Woodstock
- Udo Kier - Ronald Camp
- Frank Adonis - Vinnie
- Tiny Ron - Roc
- David Margulies - doctorul
- John Capodice - Aguado
- Judy Clayton - Martha Mertz
- Bill Zuckert - dl. Finkle
- Alice Drummond - dna. Finkle
- Rebecca Ferratti - femeia sexy
- Mark Margolis - dl. Shickadance
- Don Shula - el-însuși
- Scott Mitchell - jucătorul de la Miami Dolphins
- Cannibal Corpse - ei-însiși
- Nosey (Miami Seaquarium, Florida) - delfinul Snowflake

## Recepție

### Box office
Ace Ventura a adus încasări de 12.115.105 de dolari în 1.750 de cinematografe, în prima săptămână. Încasările totale din SUA au fost de 72.217.396 dolari, la care s-au adăugat încasări din străinătate de 35 milioane dolari. Încasările totale de la cinematografe s-au ridicat deci la 107.217.396 dolari.

### Recepție
Ace Ventura: Detectivu' lu' pește a primit recenzii mixte. El are o rată de 45% pe Rotten Tomatoes, bazat pe 51 opinii. Cu toate acestea, el a fost mult mai popular în rândul publicului larg, încasările sale din SUA depășind de șase ori bugetul și introducând personajul Ventura și frazele sale tipice în cultura pop. Împreună cu Masca și Tăntălăul și gogomanul, filmul este considerat ca fiind printre cele care au lansat cariera de actor a lui Jim Carrey, care a fost nominalizat pentru Premiul MTV Movie pentru cea mai bună interpretare comică în 1994. Popularitatea filmului a dus la realizarea în 1995 a unei continuări, Ace Ventura: Un nebun în Africa, cu Carrey reluând rolul principal.
Filmul a fost considerat ca fiind sexist, transfobic și homofobic pentru reprezentarea lui Ray Finkle ca Lois Einhorn. Julia Serano a citat filmul ca un exemplu de figură de stil a "falșilor transsexuali", în media.
Recunoaștere din partea American Film Institute:
- AFI's 100 Years... 100 Laughs - Nominalizat[8]
- AFI's 100 Years...100 Movie Quotes:
  - "All-righty then!" - Nominalizat[9]